# Grand Prix Belgie 1963
Grand Prix Belgie 1963 (oficiálně XXIII Grote Prijs van Belgie) se jela na okruhu Circuit de Spa-Francorchamps v Stavelotu v Belgii dne 9. června 1963. Závod byl druhým v pořadí v sezóně 1963 šampionátu Formule 1.

## Kvalifikace
| Poř. | No. | Jezdec                  | Konstruktér    | Čas    | Ztráta |
| ---- | --- | ----------------------- | -------------- | ------ | ------ |
| 1    | 7   | Graham Hill             | BRM            | 3.54.1 | —      |
| 2    | 18  | Dan Gurney              | Brabham-Climax | 3.55.0 | +0.9   |
| 3    | 10  | Willy Mairesse          | Ferrari        | 3.55.3 | +1.2   |
| 4    | 15  | Tony Maggs              | Cooper-Climax  | 3.56.0 | +1.9   |
| 5    | 14  | Bruce McLaren           | Cooper-Climax  | 3.56.2 | +2.1   |
| 6    | 17  | Jack Brabham            | Brabham-Climax | 3.56.6 | +2.5   |
| 7    | 4   | Innes Ireland           | BRP-BRM        | 3.56.9 | +2.8   |
| 8    | 1   | Jim Clark               | Lotus - Climax | 3.57.1 | +3.0   |
| 9    | 8   | Richie Ginther          | BRM            | 3.57.6 | +3.5   |
| 10   | 9   | John Surtees            | Ferrari        | 3.57.9 | +3.8   |
| 11   | 2   | Trevor Taylor           | Lotus-Climax   | 3.58.1 | +4.0   |
| 12   | 5   | Jim Hall                | Lotus-BRM      | 4.00.1 | +6.0   |
| 13   | 12  | Jo Bonnier              | Cooper-Climax  | 4.00.1 | +6.0   |
| 14   | 28  | Jo Siffert              | Lotus-BRM      | 4.02.3 | +8.2   |
| 15   | 21  | Chris Amon              | Lola-Climax    | 4.04.9 | +10.8  |
| 16   | 22  | Lucien Bianchi          | Lola-Climax    | 4.06.5 | +12.4  |
| 17   | 26  | Phil Hill               | ATS            | 4.06.7 | +12.6  |
| 18   | 29  | Carel Godin de Beaufort | Porsche        | 4.14.6 | +20.5  |
| 19   | 24  | Tony Settember          | Scirocco-BRM   | 4.25.2 | +31.1  |
| 20   | 27  | Giancarlo Baghetti      | ATS            | 4.33.6 | +39.5  |
| WD   | 3   | Peter Arundell          | Lotus-Climax   | —      | —      |
| WD   | 11  | Ludovico Scarfiotti     | Ferrari        | —      | —      |
| WD   | 19  | Lorenzo Bandini         | BRM            | —      | —      |
| WD   | 25  | Ian Burgess             | Scirocco-BRM   | —      | —      |

## Závod
| Poř.   | No. | Jezdec                  | Konstruktér    | Počet kol | Čas/Odstoupení      | Pořadí na startu | Body |
| ------ | --- | ----------------------- | -------------- | --------- | ------------------- | ---------------- | ---- |
| 1      | 1   | Jim Clark               | Lotus-Climax   | 32        | 2:27:47.6           | 8                | 9    |
| 2      | 14  | Bruce McLaren           | Cooper-Climax  | 32        | + 4:54.0            | 5                | 6    |
| 3      | 18  | Dan Gurney              | Brabham-Climax | 31        | + 1 kolo            | 2                | 4    |
| 4      | 8   | Richie Ginther          | BRM            | 31        | + 1 kolo            | 9                | 3    |
| 5      | 12  | Jo Bonnier              | Cooper-Climax  | 30        | + 2 kola            | 13               | 2    |
| 6      | 29  | Carel Godin de Beaufort | Porsche        | 30        | + 2 kola            | 18               | 1    |
| 7      | 15  | Tony Maggs              | Cooper-Climax  | 27        | Nehoda              | 4                |      |
| 8      | 24  | Tony Settember          | Scirocco-BRM   | 25        | Nehoda              | 19               |      |
| Ret    | 9   | John Surtees            | Ferrari        | 19        | Zapalování          | 10               |      |
| Ret    | 7   | Graham Hill             | BRM            | 17        | Převodovka          | 1                |      |
| Ret    | 22  | Lucien Bianchi          | Lola-Climax    | 17        | Nehoda              | 16               |      |
| Ret    | 5   | Jim Hall                | Lotus-BRM      | 16        | Nehoda              | 12               |      |
| Ret    | 28  | Jo Siffert              | Lotus-BRM      | 16        | Nehoda              | 14               |      |
| Ret    | 26  | Phil Hill               | ATS            | 13        | Převodovka          | 17               |      |
| Ret    | 17  | Jack Brabham            | Brabham-Climax | 12        | Zapalování          | 6                |      |
| Ret    | 21  | Chris Amon              | Lola-Climax    | 10        | Únik oleje          | 15               |      |
| Ret    | 4   | Innes Ireland           | BRP-BRM        | 9         | Převodovka          | 7                |      |
| Ret    | 10  | Willy Mairesse          | Ferrari        | 7         | Zapalování          | 3                |      |
| Ret    | 27  | Giancarlo Baghetti      | ATS            | 7         | Převodovka          | 20               |      |
| Ret    | 2   | Trevor Taylor           | Lotus-Climax   | 5         | Fyzika              | 11               |      |
| WD     | 3   | Peter Arundell          | Lotus-Climax   |           | Bez auta            |                  |      |
| WD     | 11  | Ludovico Scarfiotti     | Ferrari        |           | Bez auta            |                  |      |
| WD     | 19  | Lorenzo Bandini         | BRM            |           | Vůz nebyl připraven |                  |      |
| WD     | 25  | Ian Burgess             | Scirocco-BRM   |           | Vůz nebyl připraven |                  |      |
| Zdroj: |     |                         |                |           |                     |                  |      |

## Průběžné pořadí po závodě
Pohár jezdců
|        | Pořadí | Jezdec         | Body |
| ------ | ------ | -------------- | ---- |
| 2      | 1      | Bruce McLaren  | 10   |
| 6      | 2      | Jim Clark      | 9    |
| 2      | 3      | Graham Hill    | 9    |
| 2      | 4      | Richie Ginther | 9    |
| 5      | 5      | Dan Gurney     | 4    |
| Zdroj: |        |                |      |

Pohár konstruktérů
|        | Pořadí | Konstruktér    | Body |
| ------ | ------ | -------------- | ---- |
|        | 1      | BRM            | 12   |
| 2      | 2      | Lotus-Climax   | 10   |
| 1      | 3      | Cooper-Climax  | 10   |
| 1      | 4      | Brabham-Climax | 4    |
| 2      | 5      | Ferrari        | 3    |
| Zdroj: |        |                |      |